# Una rosa per tutti
Una rosa per tutti é um filme italiano de 1965, dos gêneros comédia, drama e romance, dirigido e coescrito por Franco Rossi, baseado na peça teatral Procura-se uma Rosa, de Glaucio Gill. 

## Sinopse
Um médico, que não entende por que garota carioca é feliz, distribui amor a todos os amigos que precisam de ajuda.

## Elenco
- Claudia Cardinale ....... Rosa
- Nino Manfredi ....... o doutor
- Mario Adorf ....... Paolo
- Lando Buzzanca .......  Lino
- Akim Tamiroff ....... Basilio
- Milton Rodrigues ....... Sergio
- Grande Otelo
- Célia Biar ....... Nilse
- José Lewgoy ....... Floreal
- Laura Suarez ....... Donna Natalia
- Liane Silveira
- Oswaldo Loureiro ....... ino
- Raquel Andrade
- Luiz Pellegrini ....... Silvano
- Leda Bastos
- Ivan Lima
- Manoel Ferreira
- Gilda Caseli